# جوئی کینگ
جویی لین کینگ (زادهٔ ۳۰ ژوئیهٔ ۱۹۹۹؛ لس‌آنجلس) یک بازیگر آمریکایی است. او ابتدا با بازی در نقش رامونا کوئیمبی در فیلم کمدی رامونا و بیزوس (۲۰۱۰) شناخته شد و از زمان ایفای نقش اصلی خود برای فیلم غرفه بوسه (۲۰۱۸) و به دنبال آن قسمت دوم این فیلم به شهرت بیشتری دست یافت. کینگ برای بازی در سریال درام جنایی تظاهر (۲۰۱۹) مورد تحسین منتقدان قرار گرفت که برای آن نامزد جایزه امی و جایزه گلدن گلوب شد. او در سال ۲۰۲۲ نقش شاهزاده‌خانم را در فیلم شاهزاده‌خانم دیزنی بازی کرد. او جایزهٔ بهترین بازیگر نقش اصلی کمتر از ۱۰ ساله را برای بازی در فیلم رامونا و بیزوس دریافت کرد.او خواهر کلی کینگ و هانتر کینگ است.
تبلیغات تلویزیونی: کینگ در سن چهار سالگی اولین تجربه بازیگری خود را در یک تبلیغ تلویزیونی برای سریال Life Cereal کسب کرد. پس از آن، او در تبلیغات برندهای معتبری مانند AT&T، Kay Jewelers و Eggo نیز حضور داشته است.

## فیلم‌شناسی
برخی از فیلم‌های جوئی کینگ:

### مجموعه‌های تلویزیونی
- زندگی سوئیت زاک و کودی (۲۰۰۶)
- دنیای مالکوم (۲۰۰۶) (یک قسمت)
- جریکو (۲۰۰۶–۲۰۰۷) (دو قسمت)
- حیاط خلوت و گلوله (۲۰۰۷)
- دارودسته (۲۰۰۷)
- فرشته انتقام (۲۰۰۷)
- سی‌اس‌آی (دو قسمت) (۲۰۰۷–۲۰۰۸)
- متوسط (۲۰۰۸)
- آناتومی امید (۲۰۰۹)
- دختر آسانسور (۲۰۱۰)
- شبح عصبانی (۲۰۱۰)
- بنت (نقش اصلی) (۲۰۱۱)
- دختر جدید (یک قسمت) (۲۰۱۲)
- ساعت‌های فراموش نشدنی آر ال استینز (۲۰۱۳)
- فارگو (۲۰۱۴)
- بابای آمریکایی! (۲۰۱۴)
- ممنوعیت پیامبر (۲۰۱۴)
- فلش (۲۰۱۶)
- مرغ ربات (۲۰۱۶)
- تین فست (۲۰۱۶)
- تظاهر (۲۰۱۹)
- سیمپسون‌ها (۲۰۲۰)

### فیلم‌های سینمایی
- بر من حکمرانی کن (۲۰۰۷)
- هورتون صدایی می‌شنود (۲۰۰۸)
- قرنطینه (۲۰۰۸)
- عصر یخبندان: ظهور دایناسورها (۲۰۰۹)
- رامونا و بیزوس (۲۰۱۰)
- نبرد در لس‌آنجلس (۲۰۱۱)
- عشق، احمقانه، دیوانه‌وار (۲۰۱۱)
- شوالیه تاریکی برمی‌خیزد (۲۰۱۲)
- از بزرگ و قدرتمند (۲۰۱۳)
- احضار (۲۰۱۳)
- سقوط کاخ سفید (۲۰۱۳)
- آخر هفته خانوادگی (۲۰۱۳)
- خشم و هیاهو (۲۰۱۴)
- کاش من اینجا بودم (۲۰۱۴)
- استون‌وال (۲۰۱۵)
- روز استقلال: بازخیز (۲۰۱۶)
- مد روز (۲۰۱۷)
- برفراز آرزو (۲۰۱۷)
- غرفه بوسه (۲۰۱۸)
- اسلندرمن (۲۰۱۸)
- زیروویل (۲۰۱۹)
- به سوی زندگی لوکس
- غرفه بوسه ۲ (۲۰۲۰)
- غرفه بوسه ۳ (۲۰۲۱)
- شاهدخت (۲۰۲۲)
- قطارسریع السیر (۲۰۲۲)
- دنیای میان ما (۲۰۲۲)
- من نفرت‌انگیز ۴ (۲۰۲۴)

## نماهنگ
- بدجنس (ترانه تیلور سوئیفت) (۲۰۱۱)